# Batalha de Gravelines (1558)

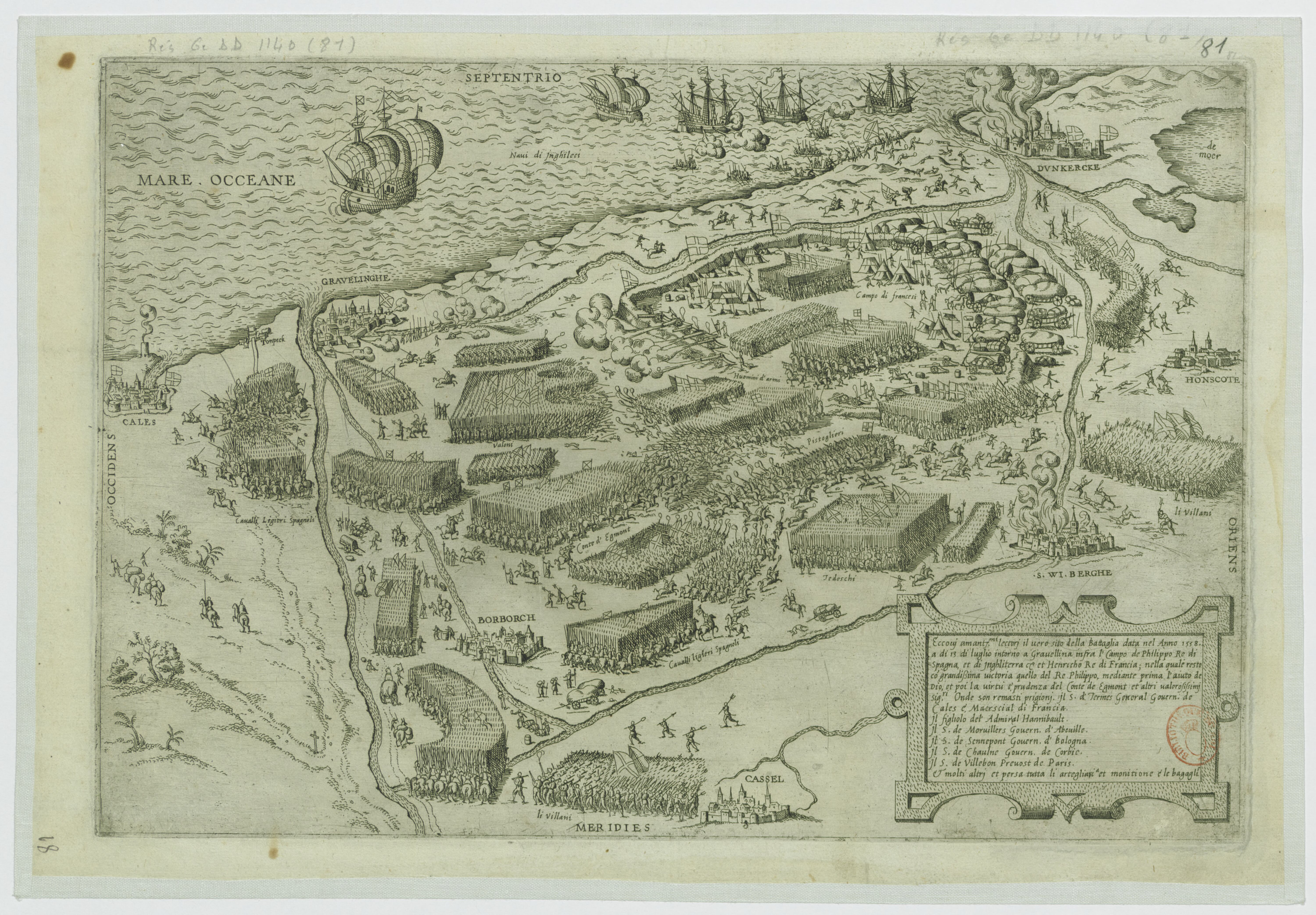
Batalha de Gravelines (1558)

A Batalha de Gravelines foi travada em 13 de julho de 1558 em Gravelines, perto de Calais, França. Ocorreu durante a guerra de doze anos entre a França e a Espanha (1547-1559).
A batalha resultou em uma vitória das forças espanholas, lideradas por Lamoral, conde de Egmont, sobre os franceses, liderados pelo marechal Paul de Thermes. Os espanhóis foram apoiados pela Marinha inglesa, que abriu fogo contra os franceses quando eles chegaram às dunas de areia em Gravelines.
Após o domínio das forças espanholas, lideradas pelo duque Emmanuel Philibert de Saboia, na Batalha de São Quentin, Henrique II de França preparou sua vingança. Ele recrutou um novo exército na Picardia, que ele colocou nas mãos de Luís Gonzaga, Duque de Nevers. Ele pediu apoio naval ao sultão otomano e encorajou os escoceses a invadir a Inglaterra pelo norte. Francisco, Duque de Guise, tomou o porto de Calais dos ingleses e mudou-se para capturar a cidade de Thionville, no ducado de Filipe II de Luxemburgo, em 22 de junho de 1558. Marechal de Thermes invadiu com outro exército composto por 12 000 soldados de infantaria e 2 000 de cavalaria, armados com uma quantidade considerável de artilharia. Depois de atravessar o rio Aa em sua foz, de Thermes comandou seu exército para conquistar Dunquerque e Nieuwpoort, consequentemente ameaçando Bruxelas. É relatado que um exército espanhol mais tarde interceptaria o exército do duque no rio Aa.

## Desenvolvimento da batalha

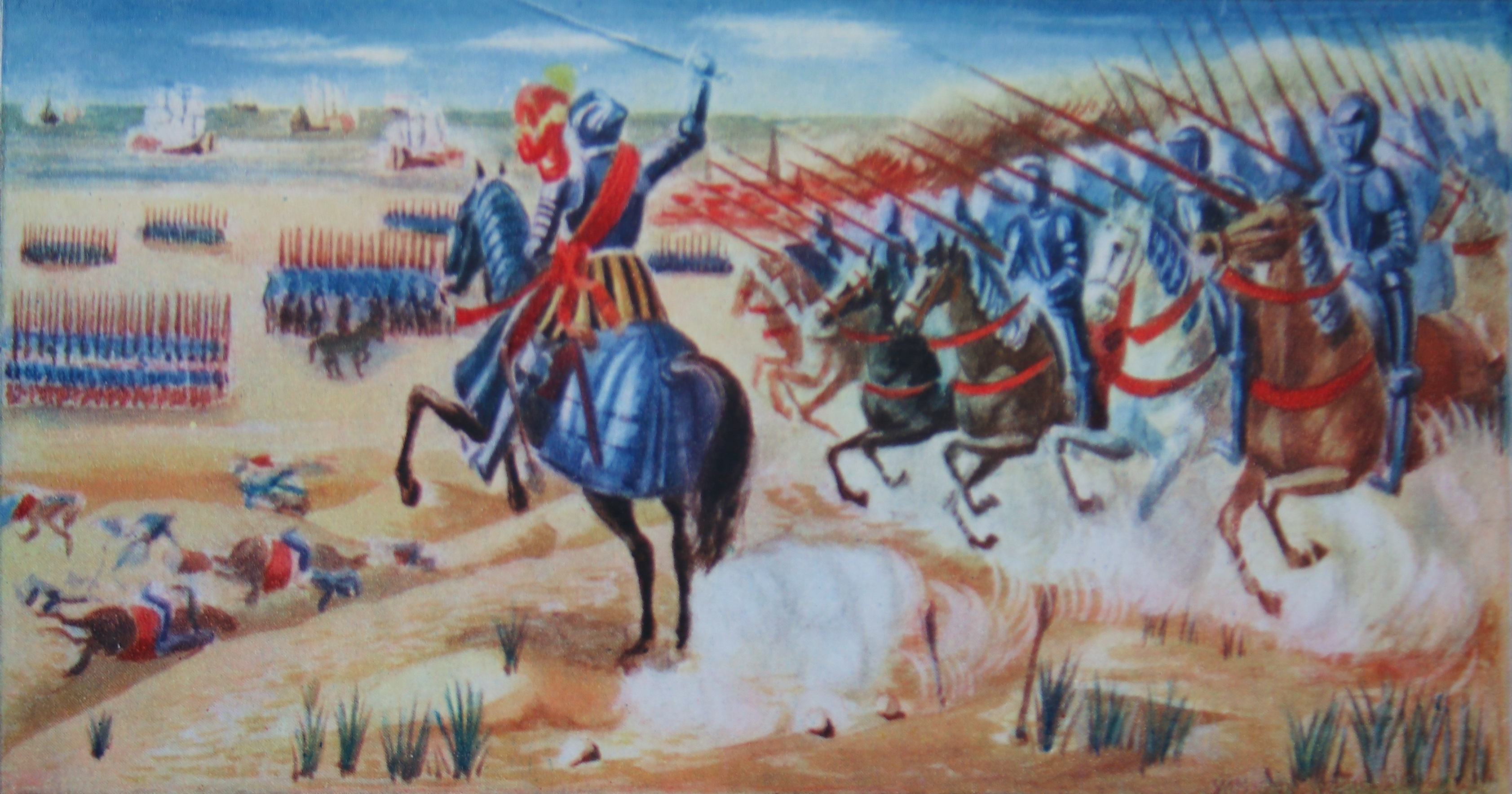
A Batalha de Gravelines, 1558

O duque de Saboia e Filipe encontraram um exército de 15 000 soldados de infantaria e 3 000 de cavalaria, dando o comando ao conde de Egmont. Surpreso com a velocidade da manobra espanhola, Thermes teve que batalhar porque tinha o rio atrás de si, o mar à sua esquerda e sua direita completamente bloqueada pela coluna de bagagem de seu próprio exército. Ele implantou seu exército na margem esquerda do rio, criando uma linha dupla com a cavalaria e artilharia em uma fileira e a infantaria em uma segunda fileira atrás deles.
Avistando as posições francesas, Egmont colocou suas tropas em uma crescente, com a cavalaria leve nos flancos e as tropas espanholas, juntamente com as unidades alemãs e flamengas, no centro.
Os franceses usaram sua artilharia, e uma batalha caótica foi travada entre a cavalaria de ambos os lados. Os arquebusiers espanhóis, que estavam mais bem armados e treinados, apimentaram a cavalaria francesa. Eles então atiraram contra a infantaria abrigada atrás do trem de bagagens, criando grande confusão entre as fileiras francesas. Egmont, à frente de seus cavaleiros, decidiu atacar o centro francês com sua cavalaria. A Biscaia e os navios ingleses sob o almirante Edward Clinton bombardearam a retaguarda francesa, causando numerosas baixas. O resultado da batalha não poderia ter sido pior para os franceses: apenas 1 500 homens conseguiram fugir; os demais jaziam mortos ou eram feitos prisioneiros. O senhor de Thermes foi feito prisioneiro. Os franceses foram forçados a recuar para a fronteira.
Esta derrota, juntamente com a derrota na Batalha de St. Quentin (1557), forçou Henrique II da França a fazer a paz com Filipe II na Paz de Cateau-Cambresis de 1559. Foi por causa deste tratado que Filipe II se casou com Isabel de Valois, filha de Henrique, enquanto Emanuel Filíberto, Duque de Saboia, casou-se com Margarida de França, Duquesa de Berry, irmã de Henrique e filha do rei Francisco I de França.